# Tina Lovesan
Tina Cecilia Elisabeth Lovesan, tidigare Nordlund, född 19 mars 1977 i Sundsvall, är en svensk före detta fotbollsspelare, som spelade som mittfältare (vänsterytter).

## Biografi
Lovesan spelade för Umeå IK från 1996 till 2002, och vann två SM-guld med klubben. Hon har spelat 43 matcher för svenska landslaget; bland annat deltog hon i VM 1999 och i OS 2000. I november år 2000 tog hon emot Diamantbollen i samband med Fotbollsgalan, och förklarade då i sitt tal att hon menade att damfotbollen fick för lite publicitet i medierna. År 2001 var hon med och tog EM-silver i Tyskland. 
År 2002 slutade Lovesan med fotboll efter att ha insjuknat i anorexi. 2006 utkom hon med boken Genom helvetet – om fotboll, kärlek och anorexi, skriven tillsammans med Simon Bank. Lovesan medverkade även i filmen Offside samma år. Hon har även varit fotbollskommentator i TV vid olika tillfällen mellan 2003 och 2005.
Tina Lovesan driver sedan 2003 eget företag i hälsobranschen, med inriktning på bl.a. yoga.
Åren 1997–2000 var Lovesan tillsammans med fotbollsspelaren Jesper Blomqvist. 2002 träffade hon programledaren Martin Björk, med vilken hon gifte sig 2004. Äktenskapet varade dock endast fyra månader.
Tina Lovesan var ny assisterande tränare i sin förra klubb Umeå IK inför säsongen 2010.
2020 tilldelades hon Fotbollskanalens hederspris.
I sina ungdomsår utövade hon, förutom fotboll, även alpin skidåkning, bandy, basket och golf.

## Meriter
- 2000: Diamantbollen
- 2000: Utsedd till Damallsvenskans mest värdefulla spelare
- 2000: SM-guld
- 2001: SM-guld
- 2001: EM-silver
- Landskamper: 43

## Filmografi
- 2006 – Offside